# 杭州岳王庙

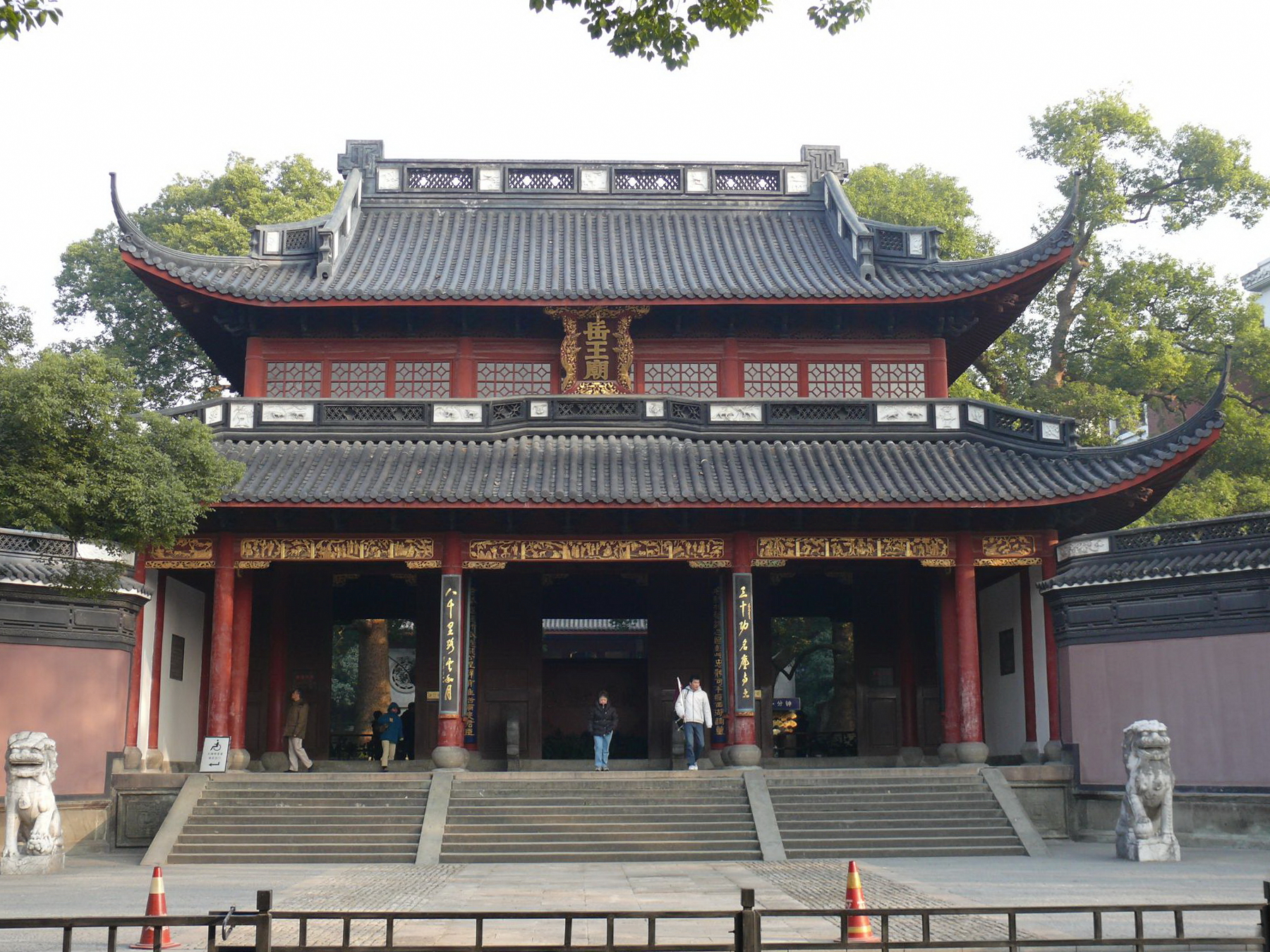
杭州岳王庙山门

杭州岳王廟是紀念及祭祀南宋时期名將岳飞的廟宇，为所有岳王庙中最有名的一座。岳王庙位于杭州西湖西北角、栖霞岭南麓，始建于南宋嘉定十四年（1221年），因岳飛葬於此地，故杭州岳王廟又称岳坟。1961年，杭州岳王廟被中华人民共和国国务院列为全国重点文物保护单位。

## 岳飛簡介
岳飛為中國南宋時期名將，對抗南侵的金國軍隊期間用兵如神，屢戰屢勝。後來，卻被主和派的秦檜及宋高宗以莫須有的罪名在杭州风波亭被处死。但他的英勇事蹟沒有被後人遺忘，其後被追封為鄂武穆王及岳王。後世對他多以正面評價，更視為民族英雄。

## 历史沿革
1142年岳飞死后，遗体被狱卒隗顺盗出，葬于九曲丛祠旁。
1162年宋孝宗下詔為岳飞平反昭雪，悬赏寻觅岳飞遗体，并寻访岳飞子孙后代封官授爵。隗顺的儿子看到诏书，就将隐密多年的岳飞初葬地告诉了朝廷。宋孝宗遂将岳飞的遗骸隆重地迁葬至今址。
嘉定十四年（1221年），宋宁宗賜岳飞墓旁的智果观音院為褒忠衍福禅寺，即岳王庙的前身，以表彰岳飞的功德。岳王廟歷經元明兩朝屢有毀建，現今建築樣式為清康熙五十四年（1715年）建，民國七年（1918年）大修。
文化大革命期间（1966-1976年），岳王庙遭到严重破坏，墓阙被推倒，岳飞被焚骨扬灰，墓地被夷为平地，遍地被砸破的断碑殘碣，岳飞等人的塑像铜像被红卫兵砸毁，出自历代名家之手的抱柱楹联和匾额被摘下砸烂或劈为薪柴，包括“精忠报国”、“还我河山”等匾额以及“三十功名尘与土，八千里路云和月”在内的楹联。1979年，岳王庙和岳飞墓全面重建，工作人员还在坟头上重新种上了草。

## 建筑结构
岳王庙头门为二层重檐建筑，正中悬挂“岳王庙”三字牌匾，两侧有“三十功名尘与土，八千里路云和月”的对联，为岳飞所作《满江红》中的名句。头门后为一四方院落，正面便是正殿忠烈祠，中间高悬横匾“心昭天日”，为叶剑英手书，这四个字正是来自岳飞生前所叹“天日昭昭”。大殿内塑有岳飞彩色坐像，像高4.5米。殿中高悬“还我河山”匾额，为岳飞手迹，两侧有明代人所书“精忠报国”，中国佛教协会会长赵朴初所书“碧血丹心”以及西泠印社社长沙孟海所书“浩气长存”等匾额。
墓园外有庭院，内有精忠柏亭，放置枯柏，现代人通过科技手段测定，这些柏木为硅化木，已有一亿二千万年以上的历史。园内有碑廊，陈列着岳飞手迹及各代名人凭吊的作品。岳庙内辟有岳飞纪念馆，陈列有岳飞的事迹和一些文史资料等。

## 图集

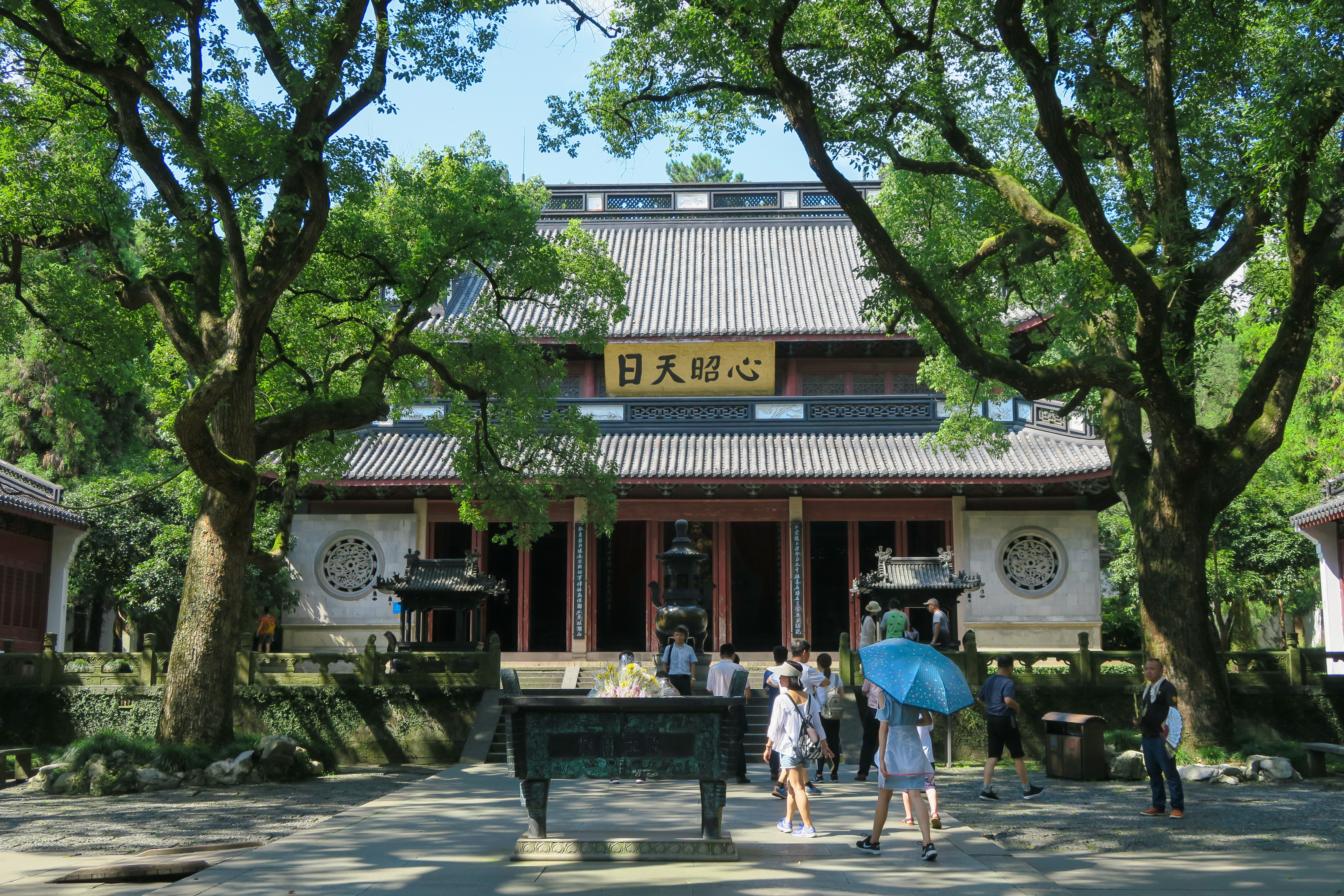
岳王廟正殿前
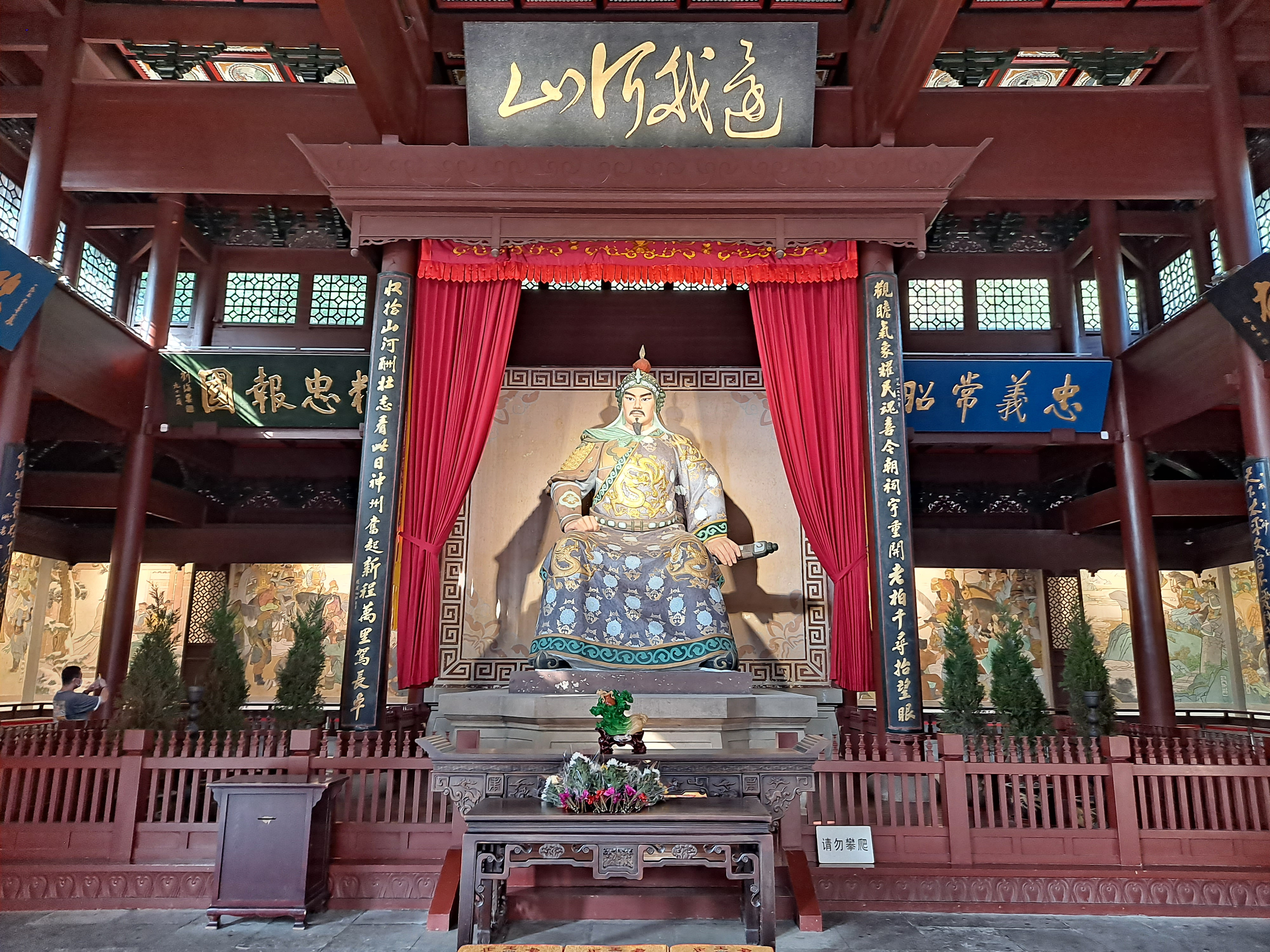
正殿内部
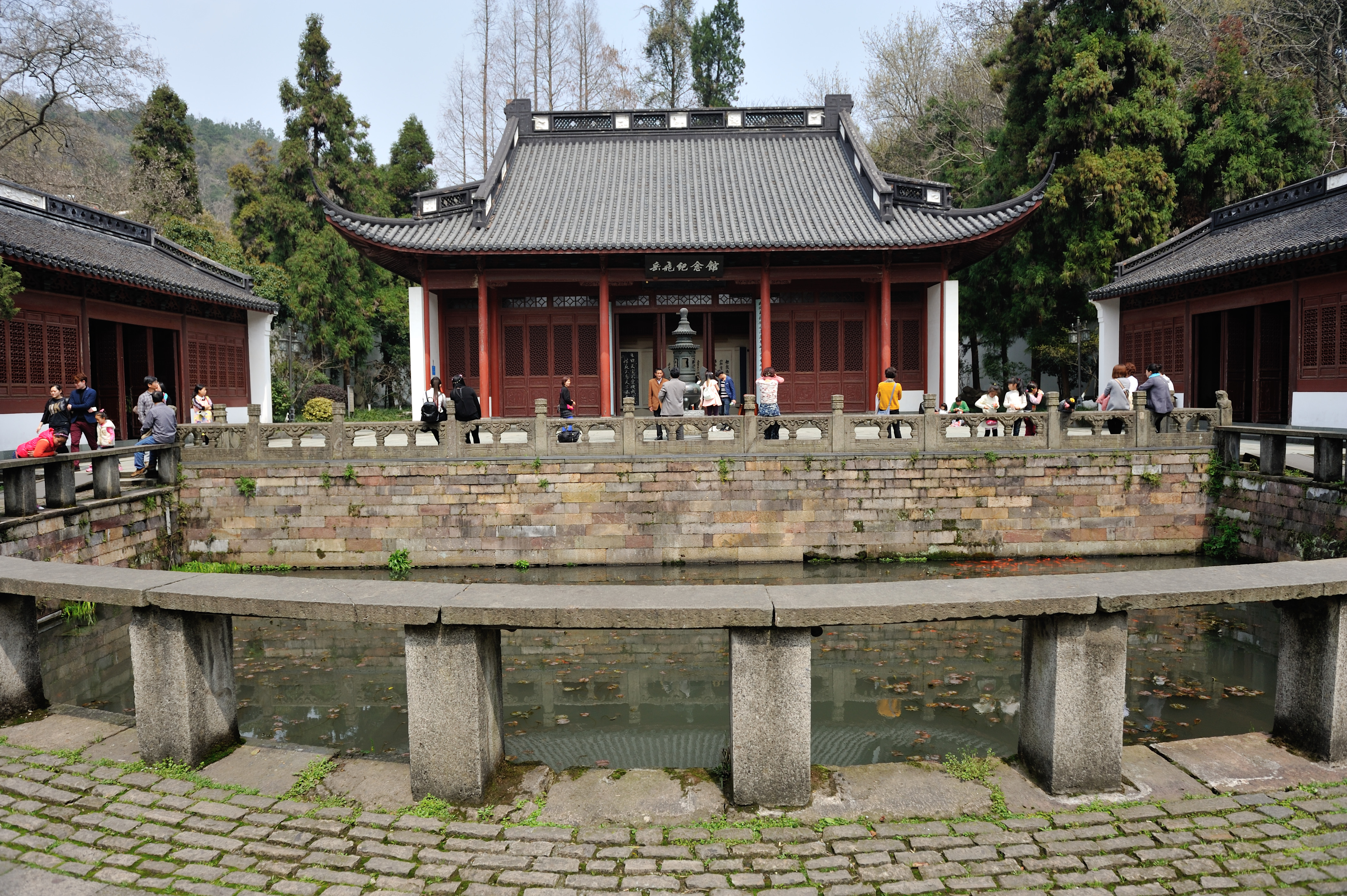
岳飞纪念馆
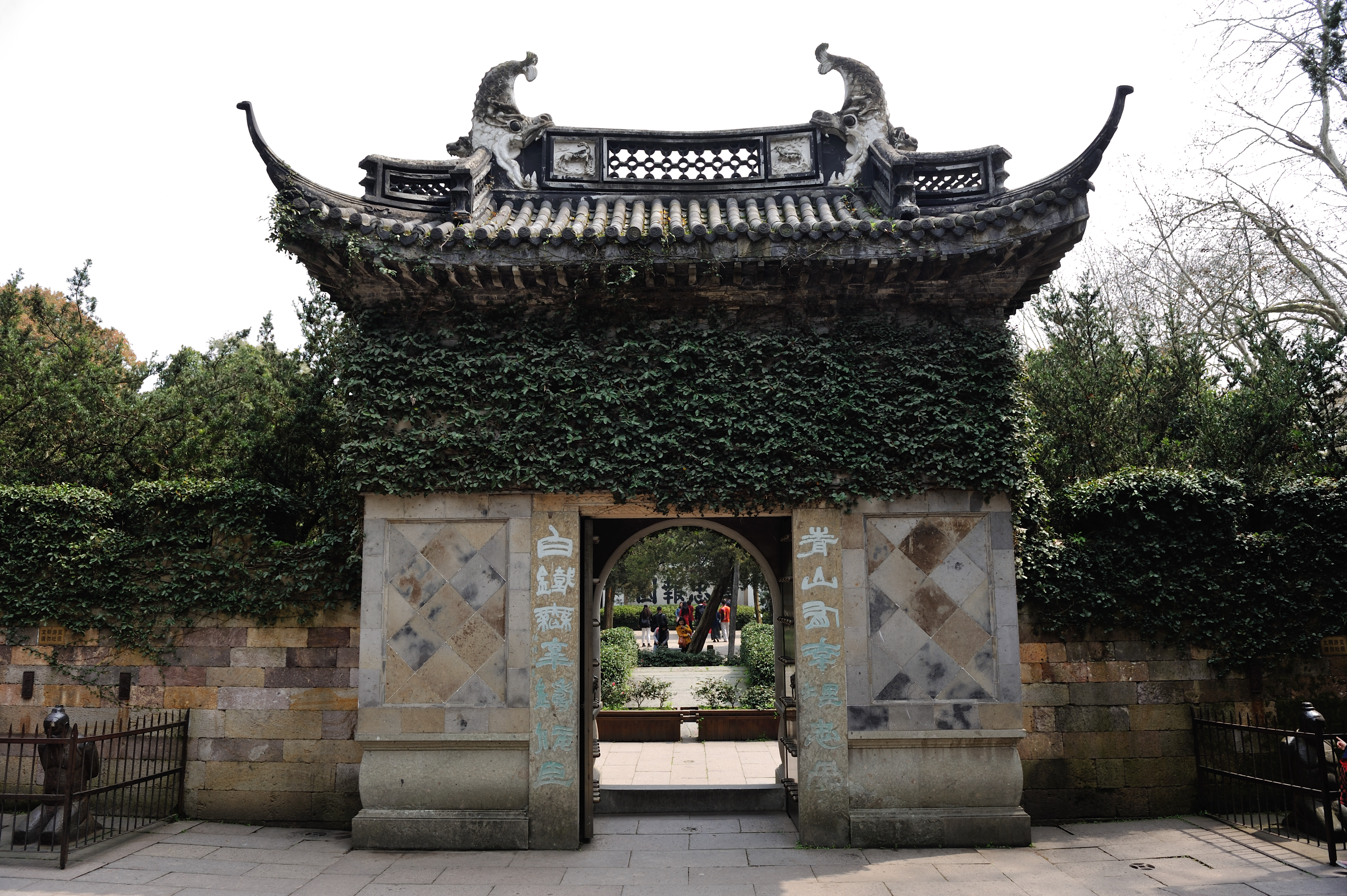
岳飞墓入口与楹联
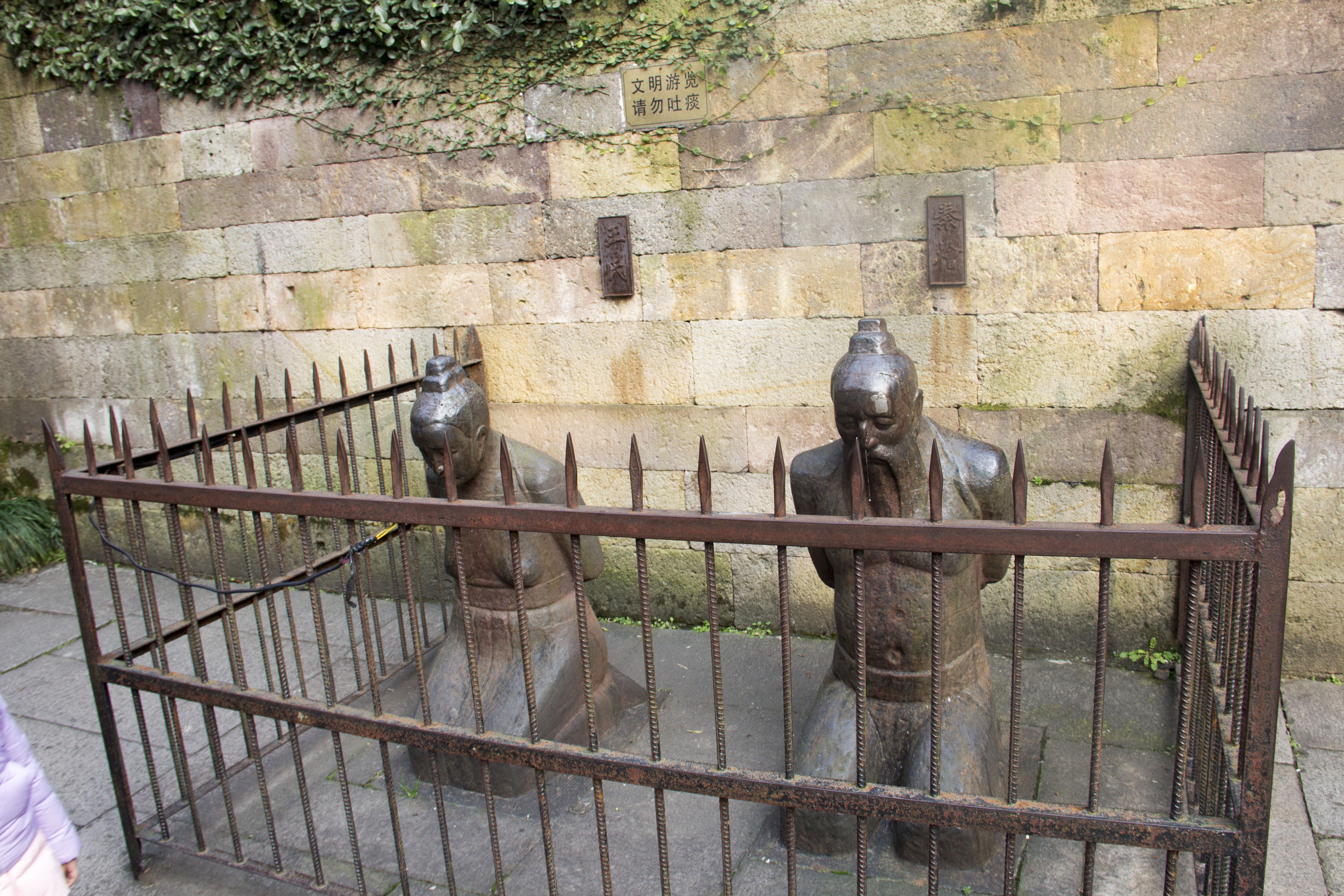
秦桧、王氏跪像
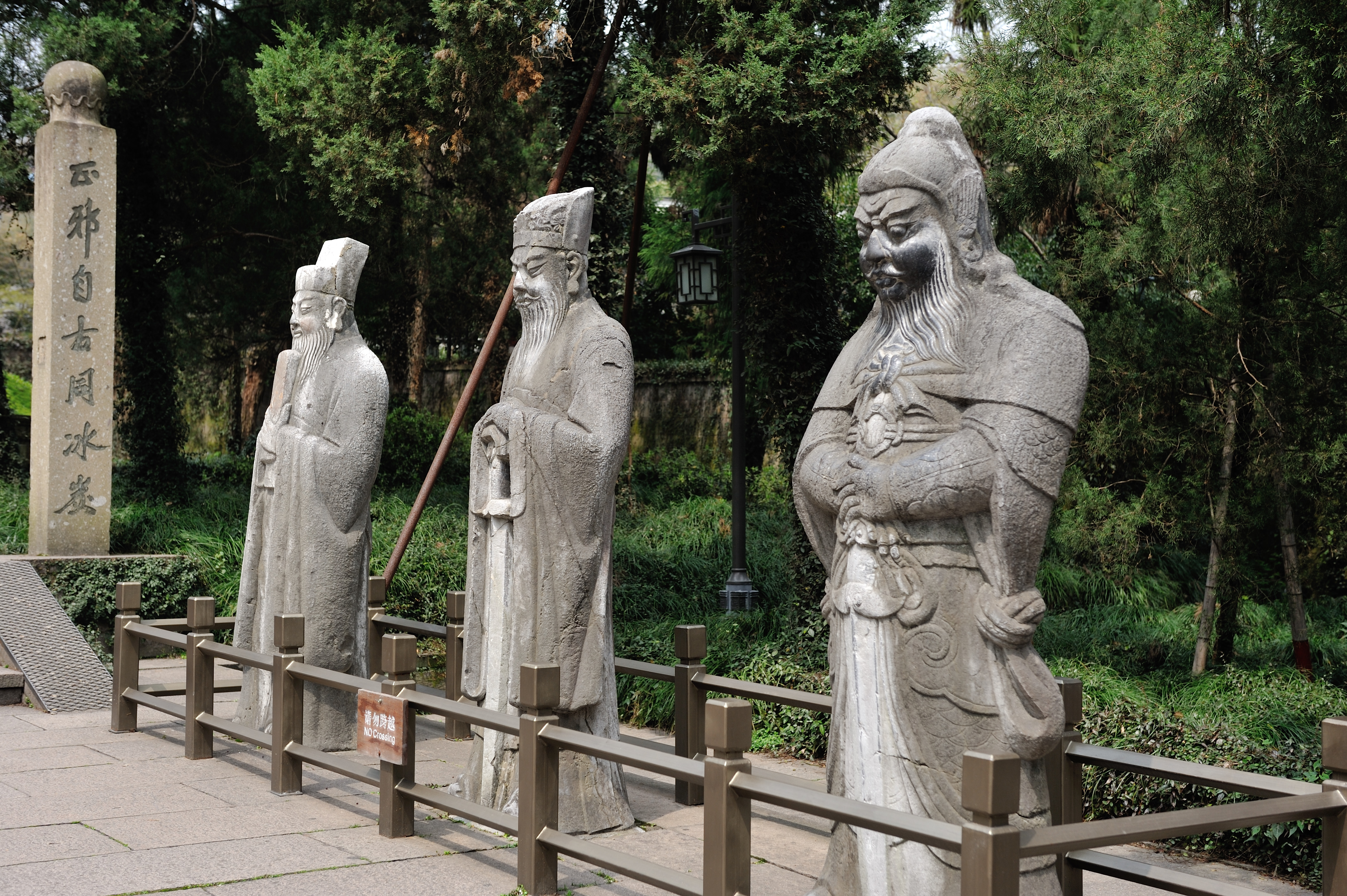
明代石像生
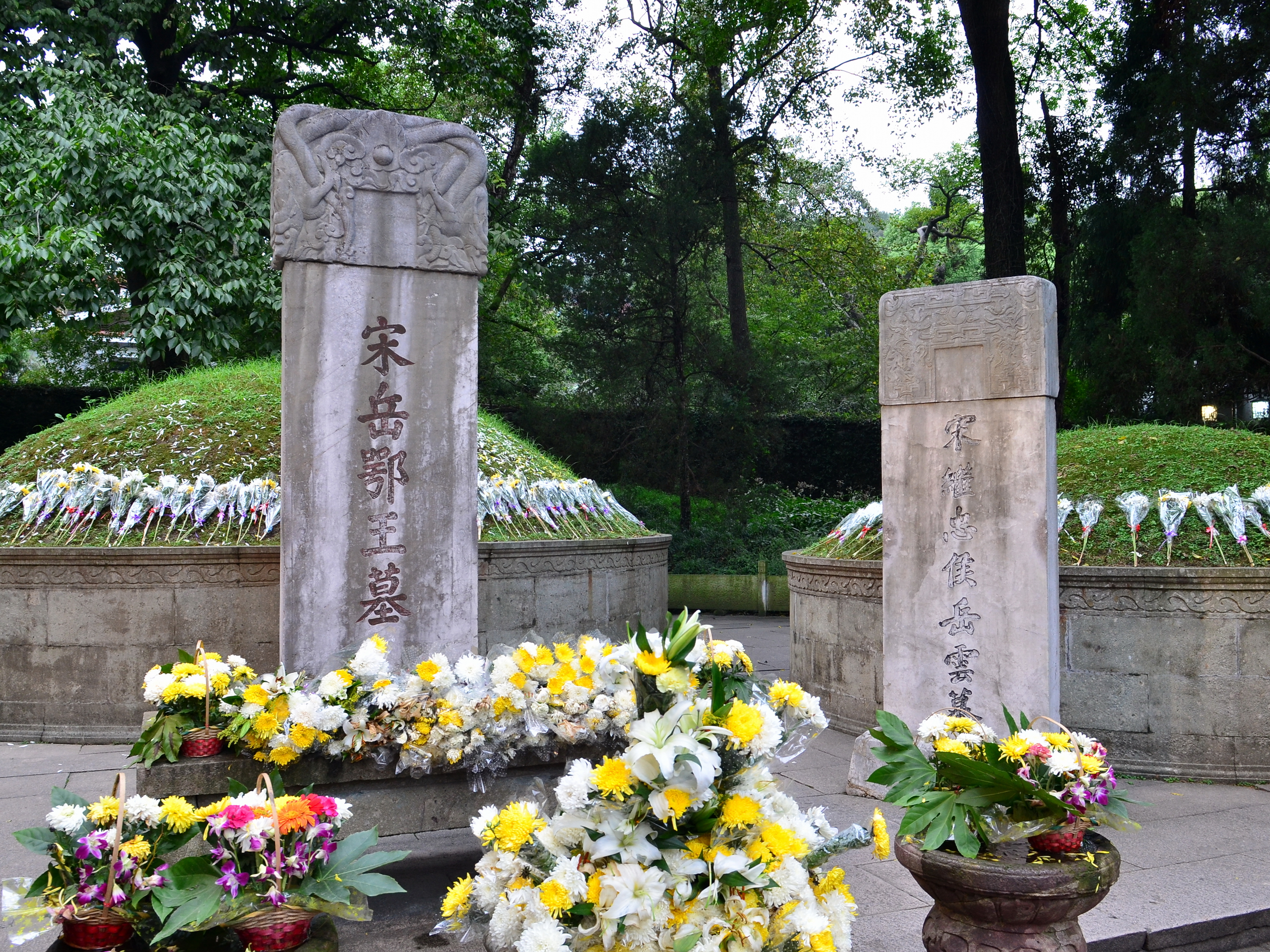
岳坟
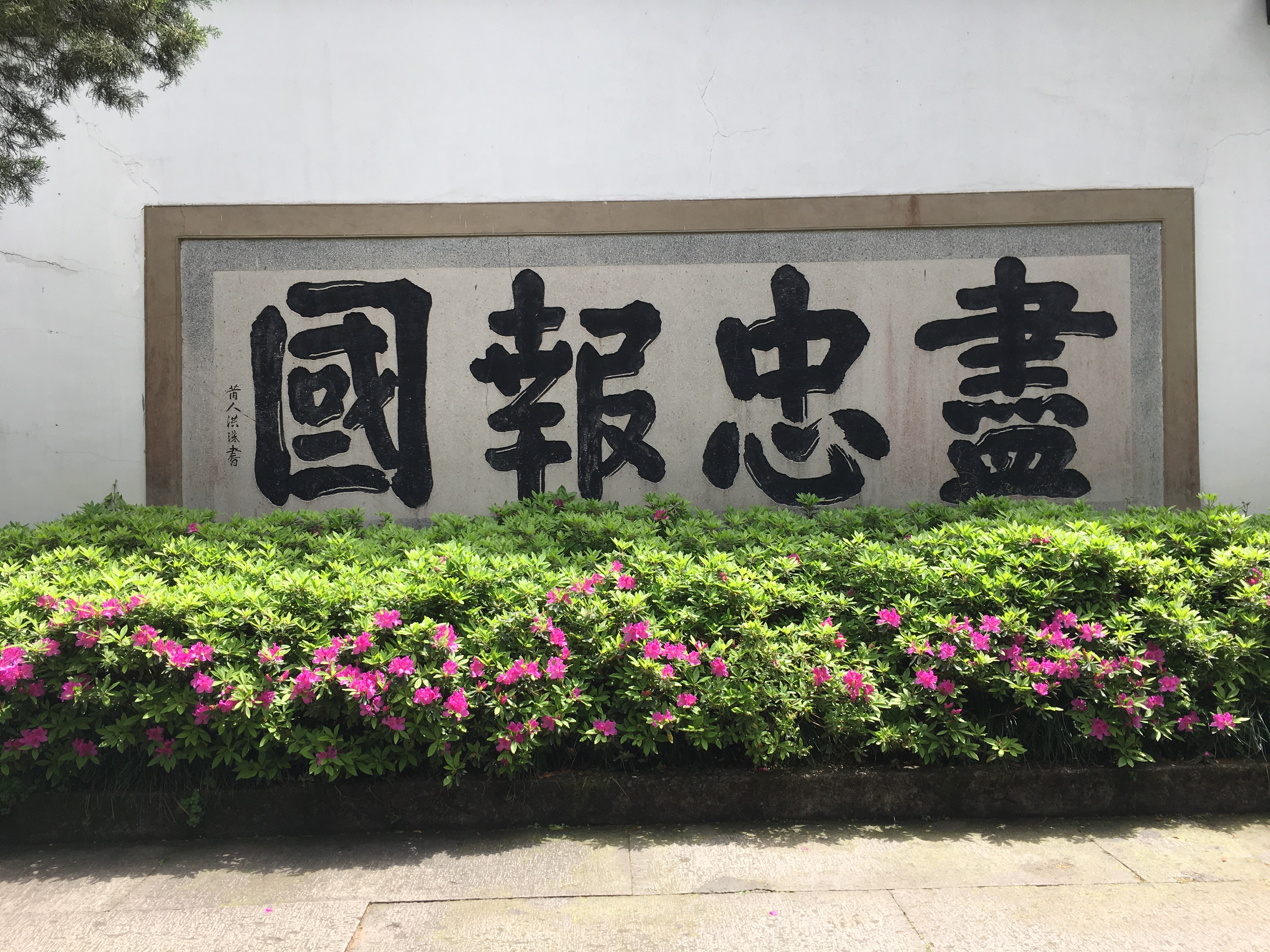
盡忠報國四字

## 延伸阅读
- 《西湖梦寻·岳王坟》，（明）张岱著，ISBN 957-763-132-0